# Estação Malakoff - Rue Étienne-Dolet
Malakoff - Rue Étienne-Dolet é uma estação da linha 13 do Metrô de Paris, localizada na comuna de Malakoff.

## Localização
A estação está estabelecida em superfície, ao longo da faixa de domínio da SNCF devolvida ao TGV Atlantique que margeia a leste, na altura da rue Guy-Môquet. Orientada ao longo de um eixo noroeste/sudeste, ela se intercala entre a estação subterrânea Malakoff - Plateau de Vanves e o terminal de superfície de Châtillon - Montrouge.

## História
A estação foi aberta em 9 de novembro de 1976 com o lançamento da extensão da linha 13 de Porte de Vanves a Châtillon - Montrouge; esta extensão foi inaugurada no dia da absorção da antiga linha 14 pela linha 13, prolongada em fases sucessivas desde o seu terminal sul inicial de Saint-Lazare.
A estação leva o nome de sua relativa proximidade com a rue Étienne-Dolet, que homenageia Étienne Dolet (1509-1546), escritor, poeta, impressor, humanista e filólogo francês, autor de comentários sobre a língua latina e poemas. Ele editou os escritores Rabelais e Marot. Considerado como herege, ele foi enforcado e queimado em Paris.
No âmbito do programa "Renovação do metrô" da RATP, os corredores da estação foram reformados em 10 de junho de 2005.
Em 2011, 1 846 661 passageiros entraram nesta estação. Ela viu entrar 1 881 782 passageiros em 2013, o que a coloca na 254a posição das estações de metrô por sua frequência em 302.

## Serviços aos Passageiros

### Acesso
A estação possui um único acesso intitulado "Rue Guy-Môquet", se efetuando por uma edícula situada em um impasse primário adjacente à esta rua, à direita do no 88 desta última. Ele é decorado com um mastro com um "M" amarelo inscrito em um círculo.

### Plataformas
Malakoff - Rue Étienne-Dolet é uma estação de configuração padrão: ela possui duas plataformas laterais separadas pelas vias do metrô. Os pés-direitos são verticais e suportam marquises que protegem as plataformas, onde estão incorporadas as faixas de iluminação. A decoração é uma variação do estilo "Andreu-Motte" com bancos tratados com telhas planas finas de cor azul e encimados com assentos "Motte" de mesma cor. As telhas de arenito estendido brancas são planas e finas, colocadas verticalmente nos pés-direitos e nos arredores dos funis das escadas. Os quadros publicitários, curvados na parte superior, são metálicos e o nome da estação está inscrito em fonte Parisine em placas esmaltadas.

### Intermodalidade
A estação é servida pelas linhas 191, 391 e pelo serviço urbano L'Hirondelle da rede de ônibus RATP.

## Pontos turísticos
- Promenade départementale des Vallons-de-la-Bièvre (conhecida como Coulée verte du sud parisien)